# متلازمة الجلد المتجعد
متلازمة الجلد المتجعد حالة وراثية نادرة تتميز بترهل الجلد وتجعده وفقدان مرونتة وتأخر إغلاق اليافوخ (البقعة اللينة) بالإضافة إلى مجموعة من الأعراض الأخرى. يتبع الاضطراب نمط وراثي جسمي متنحي مع طفرات في جين ATP6V0A2، ما يؤدي إلى اضطرابات في عملية الغلكزة. لا يوجد سوى 30 حالة معروفة من متلازمة الجلد المتجعد (اعتبارًا من عام 2010). نظرًا لندرته وتداخل أعراضه مع حالات جلدية أخرى، يصعب الوصول إلى تشخيص دقيق ويتطلب فحوصات جلدية متخصصة. تتوفر خيارات علاج محدودة ولكن يختلف الإنذار طويل الأمد من مريض لآخر، على أساس دراسة الحالات الفردية. تتراجع بعض الأعراض الجلدية مع تقدم العمر بينما يؤدي الترقي العصبي التدريجي للاضطراب إلى حدوث نوبات وتدهور عقلي في وقت لاحق لدى بعض المرضى.

## الأعراض والعلامات
تشمل الأعراض السريرية السائدة في متلازمة الجلد المتجعد تشكل التجاعيد وفقدان مرونة جلد الوجه وظهر اليدين/الأصابع وأعلى القدمين والبطن، وتأخر إغلاق اليافوخ (البقعة الرخوة لدى الطفل)، وزيادة التجاعيد الراحية والأخمصية في اليدين والقدمين على التوالي.
قد يعاني المرضى من مجموعة متنوعة من الأعراض (انظر الجدول). تختلف الأعراض وشدتها (خاصةً المتعلقة بالنمو والتأخر النمائي) من مريض لآخر.
| العرض                                      | وصف إضافي                                                    |
| تجعد الجلد المفرط                          |                                                              |
| تأخر نمائي وتأخر النمو الحركي              |                                                              |
| خلل معرفي                                  |                                                              |
| فتق                                        |                                                              |
| تشوهات في الأنسجة العضلية الهيكلية والضامة | خلع الورك، ارتخاء المفاصل، انحراف العمود الفقري جانبيًا (جنف) |
| توسع في بروز الأنف                         |                                                              |
| صغر الرأس                                  | صغر حجم رأس الرضيع                                           |
| قصر القامة                                 | يكون الطول تحت المتوسط الطبيعي                               |
| أذنان منخفضتا الوضع                        |                                                              |
| نثرة ملساء                                 | أخدودة الشفة العلوية مسطحة                                   |
| فرط التباعد                                | تباعد ملحوظ بين العينين                                      |
| نقص التوتر العضلي الطفولي                  | انخفاض توتر عضلات الرضع                                      |
| صدر مقعّر                                   | الصدر الكهفي                                                 |
| قصر حاد في النظر                           | حسر شديد                                                     |
| خصية هاجرة                                 | خصية معلقة                                                   |
| طية علاية الموق                            | بروز طيات العين                                              |
| التجعد الأخمصي والراحي العميق              | ظهور تجاعيد على راحة اليدين وأخمص القدمين                    |
| تأخر نمو الأسنان                           | أسنان صغيرة، تأخر البزوغ السني، ارتفاع سقف الحنك، نخر سني    |
| الصوت الأنفي                               |                                                              |
| شعر متناثر                                 | نقصان كثافة الشعر                                            |
| بروز الطية الأنفية الشفوية                 | خطوط الابتسامة العميقة                                       |
| تأخر النمو داخل الرحم                      | انخفاض شديد في وزن الجنين                                    |
| انحراف الشقوق الجفنية نحو الأسفل           | ميلان العين نحو الأسفل                                       |
| ترقق العظام                                | هشاشة العظام وضعفها                                          |

أظهر التحليل المجهري لعينات البشرة من طفل عمره أربعة أشهر مصاب بمتلازمة الجلد المتجعد وجود نمط غير منتظم لتوزع الألياف المرنة. لوحظ وجود عدد أقل من الألياف المرنة في الأدمة الحليمية ووجود ألياف مرنة مجزأة في الأدمة الشبكية. كشفت عينات البشرة من نفس المريض خضع للفحص بالمجهر الإلكتروني أن ألياف الإيلاستين تظهر مستويات عالية من التفتت بالإضافة إلى تكتلات اللييفات الميكروية، مع وجود القليل من الإيلاستين غير المتبلور. ضمن حزم الكولاجين، تكون ألياف الكولاجين غير منتظمة الشكل والسماكة. تلعب هذه الاضطرابات في النسيج الضام دورًا في فقدان مرونة الجلد وظهور التجاعيد.

## التشخيص
يتطلب التشخيص الدقيق لمتلازمة الجلد المتجعد عمومًا تقييمًا متخصصًا للجلد. بالإضافة إلى تقييم الأعراض الجسدية السريرية، يمكن المساعدة في التشخيص من خلال:
- التصوير بالأشعة السينية لتحديد تشوهات المفاصل
- فحص العيون لتقييم حالات فرط التباعد، وانحراف العيون نحو الأسفل، وقصر النظر
- تصوير الدماغ بالرنين المغناطيسي لتقييم درجة صغر الرأس
- الفحص الجيني لاضطرابات الغلكزة الخلقية
- خزعة الجلد والتحليل النسيجي
- الفحص الجيني لكشف طفرات في جين ATP6VOA2 [9]

تكشف أنماط التلوين التي لوحظت في خزعات الجلد عن نقص واضح في الألياف المرنة في الأدمة الحليمية وتكتل الألياف المرنة في الأدمة الشبكية. رغم إمكانية تقييم كل من هذه العوامل التشخيصية، يتطلب التشخيص النهائي الذي يميز متلازمة الجلد المتجعد عن تهدل الجلد اختبارًا جينيًا.

### التشخيص التفريقي
توجد العديد من الأعراض المشتركة بين متلازمة الجلد المتجعد وتهدل الجلد من النوع الثاني بما في ذلك تجعد الجلد وصغر الرأس والتأخر النمائي ما يجعل التشخيص المناسب صعبًا في العديد من الحالات. مع ذلك، تكون شدة تشوهات الجلد والوجه أكبر في تهدل الجلد من النوع الثاني.

## العلاج
رغم عدم وجود علاج نهائي للمرض، يمكن ضبط بعض الأعراض و/أو مراقبتها باستخدام مجموعة من العلاجات. تشمل الخيارات العلاج الطبيعي لتحسين النمو العضلي بينما يمكن مراقبة نمو المريض وترقق العظام من خلال التقييمات النمائية واختبار كثافة العظام، على التوالي.

## الإنذار
يختلف ترقي هذا الاضطراب على المدى الطويل بين المرضى. بفضل وجود التدخلات العلاجية للأعراض النمائية، تتحسن النتائج طويلة الأمد في حال تشخيص الاضطراب أثناء الطفولة. في بعض الحالات، تتراجع الأعراض الجلدية بينما قد تتفاقم الأعراض العصبية المرافقة مع تقدم العمر، بما في ذلك تكرار النوبات والتدهور العقلي.

## علم الأوبئة
اعتبارًا من يناير عام 2020، أُبلغ 30 حالة فقط من حالات متلازمة الجلد التجاعيد. كانت أغلب الحالات المبلغ عنها من مناطق الشرق الأوسط مثل العراق والمملكة العربية السعودية وسلطنة عمان. أُبلغ عن إصابة كل من الذكور والإناث من أصل شرق أوسطي. تعد علاقات الأقارب (زواج الأقارب من الدرجة الأولى) سائدة بين الآباء والأمهات الذين لديهم أطفال مصابين بمرض متلازمة الجلد المتجعد. تكون مثل هذه الزيجات والعلاقات أكثر شيوعًا في بلدان الشرق الأوسط. أُبلغ أيضًا عن تأثر العديد من الأطفال من نفس الوالدين بمتلازمة الجلد المتجعد. لا يوجد حاليًا بيانات وبائية كافية لتحديد معدل انتشار متلازمة الجلد المتجعد بين المجموعات العرقية الأخرى.